# Les Essards-Taignevaux
Les Essards-Taignevaux – miejscowość i gmina we Francji, w regionie Burgundia-Franche-Comté, w departamencie Jura.
Według danych na rok 1990 gminę zamieszkiwały 204 osoby, a gęstość zaludnienia wynosiła 38 osób/km² (wśród 1786 gmin Franche-Comté Les Essards-Taignevaux plasuje się na 542. miejscu pod względem liczby ludności, natomiast pod względem powierzchni na miejscu 776.).